# Fritz Lehmann
Ludwig Fritz Lehmann (ur. 17 maja 1904 w Mannheimie, zm. 30 marca 1956 w Monachium) – niemiecki dyrygent.

## Życiorys
Ukończył konserwatorium w Mannheimie, następnie studiował na uniwersytetach w Heidelbergu i Getyndze. Działał jako dyrygent w Getyndze (1923–1927), Hildesheim (1927–1938) oraz Hanowerze (1929–1938). Od 1934 roku pełnił funkcję dyrektora artystycznego Festiwalu Händlowskiego w Getyndze. Od 1935 do 1938 roku był także dyrektorem muzycznym w Bad Pyrmont, później piastował analogiczne stanowisko w Wuppertalu (1938–1947) i Getyndze (1946–1950). Od 1953 roku wykładał w Hochschule für Musik w Monachium.